# Listrodromus
Listrodromus is een geslacht van insecten uit de orde vliesvleugeligen (Hymenoptera) en de familie Ichneumonidae.

## Soorten
- L. berndi Heinrich, 1975
- L. crassipes (Cameron, 1907)
- L. flavomaculatus Riedel, 2011
- L. javae Heinrich, 1975
- L. nycthemerus (Gravenhorst, 1820)
- L. propodealis Riedel, 2011
- L. simplex Heinrich, 1934